# Estatua Ka del rey Hor

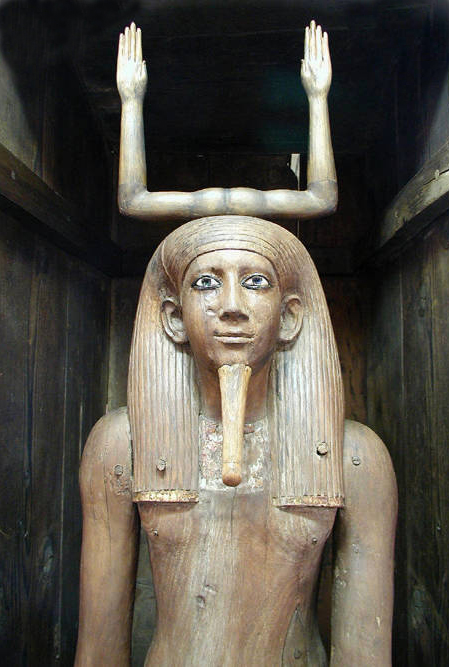
Estatua de madera del rey Hor.

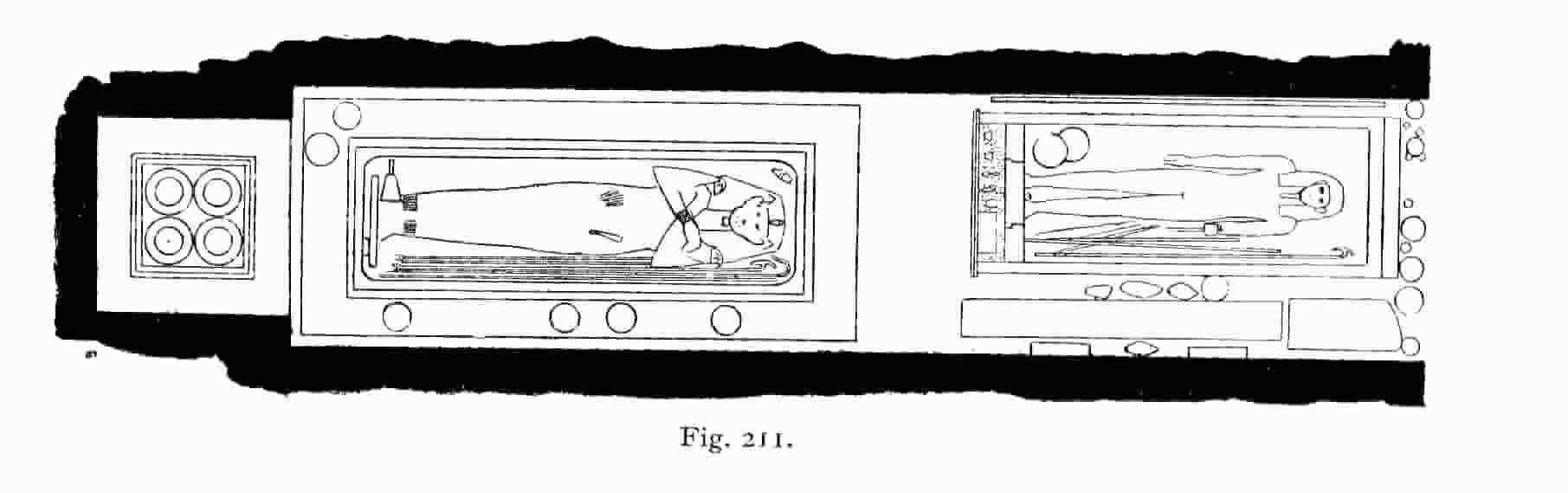
La estatua como fue encontrada en la tumba.

La estatua Ka del rey Hor pertenece a la Decimotercera Dinastía del Antiguo Egipto, alrededor de 1730 a. C. Se encuentra en exhibición en el Museo Egipcio de El Cairo y es considerada uno de los grandes trabajos del arte egipcio.
La estatua fue encontrada en 1894 en la tumba del rey Hor, entonces descubierta por un equipo de excavadores bajo la dirección de Jacques de Morgan. La tumba de pozo se localiza cerca de la pirámide de Amenemhat III en Dahshur, pues fue excavada en una de las salas del templo funerario del complejo. La propia estatua mide 1,35 m de alto. Con el pedestal y el símbolo ka en la cabeza, mide 1,70 m  de alto. La estatua está hecha de madera, originalmente cubierta con una capa delgada de estuco hoy desaparecida. El rey parece desnudo pero hay rastros en la madera, pertenecientes a un cinturón pintado, lo que indica que la estatua probablemente también incluiría el tradicional paño blanco. Alrededor del cuello del rey es más visible el también habitual collar ancho. La estatua originalmente sostenía el bastón y el cetro. En la cabeza porta hoy el símbolo jeroglífico del Ka. Este fue encontrado junto a la estatua dentro de un naos. La estatua fue encontrada en la tumba del rey dentro de este naos de madera en el lado posterior de la tumba. La madera de la capilla estuvo una vez recubierta de pan de oro adornado con flores grabadas e inscripciones jeroglíficas presentando los nombres del rey, pero ya ha desaparecido. Los antiguos egipcios creían que tenían varios tipos de almas o espíritus. El Ka era la más importante y la estatua evidentemente muestra al rey como su Ka. Dorothea Arnold observó que muchas ofrendas fueron encontradas alrededor de la estatua y se pregunta si la estatua no habría sido hecha para el templo de culto del rey. Sin embargo, el rey reinó muy brevemente; el templo nunca fue construido y la estatua fue colocada en la cámara de la tumba.
Como obra de arte destacada, la estatua aparece en muchas publicaciones sobre arte del Antiguo Egipto. W. Stevenson Smith ve en la figura un naturalismo idealizado: mientras otras obras de escultura real de finales de la Duodécima Dinastía a menudo muestran una cara anciana del soberano (para sugerir un gobernante sabio y experto), Hor es idealizado joven. 